# Eudicella smithii
Eudicella smithii es una especie de escarabajo coprófago del género Eudicella, subfamilia, Scarabaeinae, orden Coleoptera. Fue descrita por MacLeay en 1838.

## Descripción
Mide 20-40 mm.

## Distribución
Especie originaria de la región afrotropical. Se distribuye por Sudáfrica, República Democrática del Congo, Ruanda, Uganda, Tanzania, Zimbabue, Kenia, Malaui, Mozambique, Burundi, Namibia, Zambia, Angola y Botsuana.